# 森特鎮區 (阿肯色州錫巴斯琴縣)
森特鎮區（英語：Center Township）是位於美國阿肯色州錫巴斯琴縣的一個行政鎮區。

## 地方資料
森特鎮區的面積為99.99平方千米，當中陸地面積為98.63平方千米，而水域面積為1.36平方千米。根據2010年美國人口普查的數據，當地共有人口10762人，而人口密度為每平方千米107.63人。